# Gavin Hastings
Gavin Hastings (Edinburgh, 1962. január 3.) skót rögbijátékos, a Brit Birodalom Tisztje (OBE), sokak szerint a valaha élt legjobb skót rögbis. Fogó poszton játszott, 1986 és 1995 között 61-szeres válogatott volt, pályafutása alatt 667 pontot ért el. Egy hosszú korszak játékstílusának összegzője, e korszak lezárója. Visszavonulásának ideje korszakhatárt jelentett a rögbiben: lehetővé tette a profizmust és ezáltal a sportot elárasztották a hatalmas termetű játékosok, a ligarögbiből visszatért vagy ilyenre kinevelt óriások.

## A kezdetek
Hastings 1962-ben született Edinburgh-ban, középosztálybeli családban. Középiskolája a patinás, remek rögbiklubbal rendelkező Watson’s College. Nevelő klubja az 1875-ben alapított, kétszeres skót bajnok Watsonians – Skóciában csak (Angliához képest „már”) 1973-ban szervezték meg a hazai bajnokságot. Egyetemre a még patinásabb Cambridge-be ment a Paisley College közgazdasági karára. Itt 1984-ben és ’85-ben kétszer megnyerte az Oxford ellen játszott Varsity Kupát – az utóbbi alkalommal már ő volt a csapatkapitány! A remek egyetemi szereplés felhívta a válogatók figyelmét a tehetséges fogóra, és 24 évesen bekerült a válogatottba a franciák elleni meccsen, melyen bátyja, Scott is szerepelt (még sokszor játszottak együtt a későbbiekben). 6 berúgott büntetőjével nyertek a skótok 18-17-re a nagy francia csapat ellen (Blanco, Sella, Camberabero, Berbizier), és nyerték meg velük holtversenyben a Hat Nemzet Bajnokságát. Ehhez még kellett egy rekordgyőzelem az angolok ellen (33-6 a sokat látott murrayfieldi pályán; ilyen nagy öröm rég volt Skótföldön). Gavin 21 ponttal járult hozzá a győzelemhez! A 21 pont skót rekord a 4-5-6 Nemzeten egy meccs alatt elért pontok tekintetében (mármint Skóciában). Gavin három meccsén 56 pontot ért el, ez is skót rekord.
1987-ben a skótok nem kis reményekkel utaztak a déli féltekére, a vb-re. Csoportjukból könnyen jutottak tovább, de a negyeddöntőben a bombaformában játszó Új-Zéland várt rájuk, és kínos, 30-3-as vereséget szenvedtek. 
1989-ben már a Lions tagja lett a csapat ausztráliai túráján, ahol mindhárom meccsen ő volt a fogó. 28 ponttal járult hozzá a Lions 2-1-es sikeréhez.

## A legnagyobb sikerek
1990-ben érte el a legnagyobb sikert a válogatottal: Grand Slam az Öt Nemzeten! A döntő összecsapáson 13-6-ra verték Angliát hazai pályán. Az 1991-es tavaszi Öt Nemzet-meccseken simán kikaptak Londonban és Párizsban, mégis az ebben az évben rendezett a világbajnokságon érte el a skót válogatott a legjobb eredményt. A csoportmérkőzéseken biztosan verték Japánt és újra Zimbabwét, és az írek is megkeserülték az újabb találkozót. Az elődöntőben Skócia egy szoros meccsen 9-6-ra kikapott az angoloktól úgy, hogy Gavin kihagyott egy szinte biztosnak látszó büntetőt a mérkőzés elején. Ez a 9-6 végzetes állás volt Skócia számára, mivel a 3. helyért lejátszott összecsapáson az All Blacks ennyire vezetett a mérkőzés vége előtt (Hastings ekkor is kihagyott két rúgást), és a végén John Kirwan bevitte a biztos új-zélandi győzelmet jelentő célt. Valószínűleg ez a kettő volt Hastings számára a két legszomorúbb és legkevésbé sikerült mérkőzés. Egyedül tán csak az vigasztalta őket, hogy a döntőben az angolok is kikaptak. A skótok bizonyára Ausztráliának szurkoltak – Gavin is egy sárga-zöld mezben jelent meg a döntőn.

## A csapat le, Gavin fel
Ezután szomorúbb idők következtek, sem a válogatott, sem Hastings nem alkotott maradandót az Öt Nemzeten, 1994-ben az Anglia elleni hazai mérkőzésen öt (!) büntetőt hagyott ki. Az 1995-ös vb előtt azért felpörgött a válogatott, az Öt Nemzeten legyőzték otthon az íreket, visszavágtak az egy évvel ezelőtti megalázó vereségért Walesnek, sőt 26 év után újra diadalmaskodtak Párizsban. Ám a világbajnokság az azért más. A legjobb európaiak mellett ott vannak a déliek, sőt ezen a világversenyen vett részt először Dél-Afrika (akik meg is nyerték a tornát).
Ezen a versenyen érte el Gavin Hastings a legnagyobb egyéni pontrekordjait. Elefántcsontpartot 89-0-lal intézték el a skótok, e 89-ből 44-et vállalt a csapatkapitány! Ezt megtoldotta Tonga ellen 31-gyel, ezzel ő lett a torna pontkirálya. A két könnyebb összecsapás után a franciák visszavágtak a tavaszi párizsi vereségért. A hárompontos különbség azt jelentette, hogy Skócia csoportmásodikként Új-Zélanddal került össze a negyeddöntőben, ahol, bár helytálltak, 48-30-ra kikaptak. Ez a mérkőzés volt a végállomás Gavin Hastings válogatott pályafutásában.
Az Elefántcsontpart elleni 9 jutalomrúgás és a Tonga elleni 8 büntető két szempontból rekord: a legtöbb, melyet skót válogatott játékos egy meccsen elért, de a világbajnokságok történetében sem hozott össze senki egy mérkőzésen többet az utóbbiból. Gavin Hastings tehát a három vb-jén 227 pontot szerzett, ezzel sokáig vezette a legjobb pontszerzők listáját, de Jonny Wilkinson 2007-ben megelőzte (az angol játékos 249 ponttal áll). Elvesztette elsőségét 667 válogatottbeli pontjával is, mert Chris Paterson már 700 fölött jár. Igaz, Hastings idejében nem játszottak túl sok mérkőzést alacsonyan jegyzett csapatok ellen.

## Az aktív pályafutás után
Jonah Lomuról nyilatkozta: „Ha ilyen [ekkora] játékosok jönnek rögbizni, akkor abba kell hagyni ezt a játékot”. Az 1995-ös évadot követően ő is így tett.
Visszavonulása után megalakította saját sportmenedzser cégét, a Hastings Internationalt. Belekóstolt az újságírásba is: a BBC kommentátora, és rendszeresen ír is a lapokba. Az igazi szerelem persze a rögbi maradt: néha még játszik a nevelőegyesülete, a Watsonians öregfiúcsapatában. 2003-ban beválasztották a Rögbi Hírességek Csarnokába és az "Év játékosát" megválasztó zsűribe.

## Külső hivatkozások
- Gavin Hastings a Scotsman honlapon
- Gavin Hastings a Sport Hősei honlapon
- Sportmenedzser.lap.hu – linkgyűjtemény